# 羅納德·里根華盛頓國家機場站
罗纳德·里根华盛顿国家机场站（英語：Ronald Reagan Washington National Airport station，旧称国家机场站，National Airport station）是华盛顿地铁蓝线和黄线上的一座车站，位于弗吉尼亚州阿靈頓縣。该站为高架站台，而且是黄线在弗吉尼亚州境内往华盛顿特区方向最后的高架车站。除了橘线中的西瀑布教堂站以外，该站是唯一一座有三条轨道的华盛顿地铁站。该站与罗纳德·里根华盛顿国家机场的B和C航站楼隔南史密斯大道相望；机场提供来往A航站樓的班车服务。该站的夹层有行人通道连接至机场B和C航站楼的2層。

## 車站結構
| P 月台層 | 南行               | 往法蘭克尼亞-春田（波托馬克車廠–VT） · 往亨廷頓（波托馬克車廠–VT） |
| P 月台層 | 島式月台，左側開門 |                                                                    |
| P 月台層 | 中央軌道           | 無定期服務                                                         |
| P 月台層 | 島式月台，左側開門 |                                                                    |
| P 月台層 | 北行               | 往拉戈鎮中心（水晶城） · 往維農山莊廣場或托騰堡（水晶城）          |
| M        | 夾層               | 單向閘機、售票機、車站詢問處、往B/C航廈行人通道                    |
| G        | 街道層             | 出入口；往A航廈接駁巴士                                            |